# Il viaggio di Fanny
Il viaggio di Fanny (Le Voyage de Fanny) è un film del 2016 diretto da Lola Doillon.
Il film è basato sul libro autobiografico Le journal de Fanny, scritto da Fanny Ben-Ami.
Il film è un viaggio emozionante che ruota attorno a temi come l'amicizia e la libertà, raccontato attraverso gli occhi dei bambini, il che avvicina i giovani spettatori al dramma della guerra e della persecuzione razziale.

## Trama
Basato su una storia vera, il film racconta la vicenda di Fanny, una ragazzina ebrea di 13 anni che nel 1943, durante l'occupazione della Francia da parte dei tedeschi, viene mandata insieme alle sorelline in una colonia in montagna. Lì conosce altri coetanei e con loro, quando i rastrellamenti nazisti si intensificano e inaspriscono, scappa nel tentativo di raggiungere il confine svizzero per salvarsi. Alla fine tutti insieme riescono a scampare da tutti i persecutori tedeschi e raggiungono la loro meta: la Svizzera.